# هوجمين
قرية هوجمين هي إحدى القرى التابعة لمركز طامية في محافظة الفيوم في جمهورية مصر العربية. حسب إحصاءات سنة 2006، بلغ إجمالي السكان في هوجمين 6734 نسمة، منهم 3484 رجل و3250 امرأة.